# 2美分硬币
2美分硬币（英語：two-cent piece）是美国铸币局于1864至1872年间生产的流通硬币，1873年时还有为收藏家打造过一批。硬币由铸币局首席雕刻师詹姆斯·巴顿·朗埃克设计，由于包括镍币在内的其它多种小面额硬币更受民众亲睐，2美分硬币的产量逐年递减，最后经1873年铸币法案废止。
美国经济因南北战争陷入泥潭，政府发行的各种硬币都因公众囤积而从市场流通中消失，连材质中不含银的印第安人头像分币也不例外。为了填补空白，满足市场交易需求，私人代币应运而生，其中大部分都是铜币。当时美国的分币是铜镍合金打造，其直径与之后的林肯1美分相同，但要稍微厚一点。费城铸币局在生产这种分币的过程中遇到难以解决的技术困难，该局官员和化验委员会每年都会建议将之以新币取代。虽然有宾夕法尼亚州联邦众议员撒迪厄斯·史蒂文斯为首的部分议员反对，希望在硬币成分中继续保留金属镍，但国会还是通过1864年铸币法案，授权发行铜质分币和2美分硬币。
由于缺乏其他面额的联邦硬币，2美分面世后起初反响热烈。但随着国会陆续授权发行3美分和镍币这些同样不含贵金属的硬币，2美分逐渐失去市场。1873年，国会废除了这种面值，政府将大量硬币赎回后熔毁。按19世纪美国硬币如今的价格标准来看，2美分硬币属于较为廉价的收藏品。

## 构想
1806年，康涅狄格州联邦参议员乌利亚·特雷西（Uriah Tracy）提议发行2美分和20美分硬币（又称“两角硬币”）。当时人们普遍认为，硬币中包含的金属价值应与面额基本相同，所以特雷西的法案中建议用银锭打造2美分硬币。铸币局局长罗伯特·帕特森（Robert Patterson）对此表示反对，因为这种银币很难再通过熔融回收其中的白银。法案于1806和1807年两次在联邦参议院通过，但都没能过得了联邦众议院这关。帕特森给特雷西寄去带有两片银锭坯饼的黄铜底座，告诉对方这样的硬币很难防止伪造行为。1836年，铸币局曾考虑试铸2美分硬币，次席雕刻师克里斯蒂安·戈布雷希特（Christian Gobrecht）和精炼师富兰克林·皮尔为此开展多场实验。这次提议的硬币仍然是由银锭制作，相关授权、材质和生产方式还写进了1837年铸币法案的早期草案，但皮尔经过实验证明这样的硬币仍然很容易伪造，相应内容因此从法案中删除。

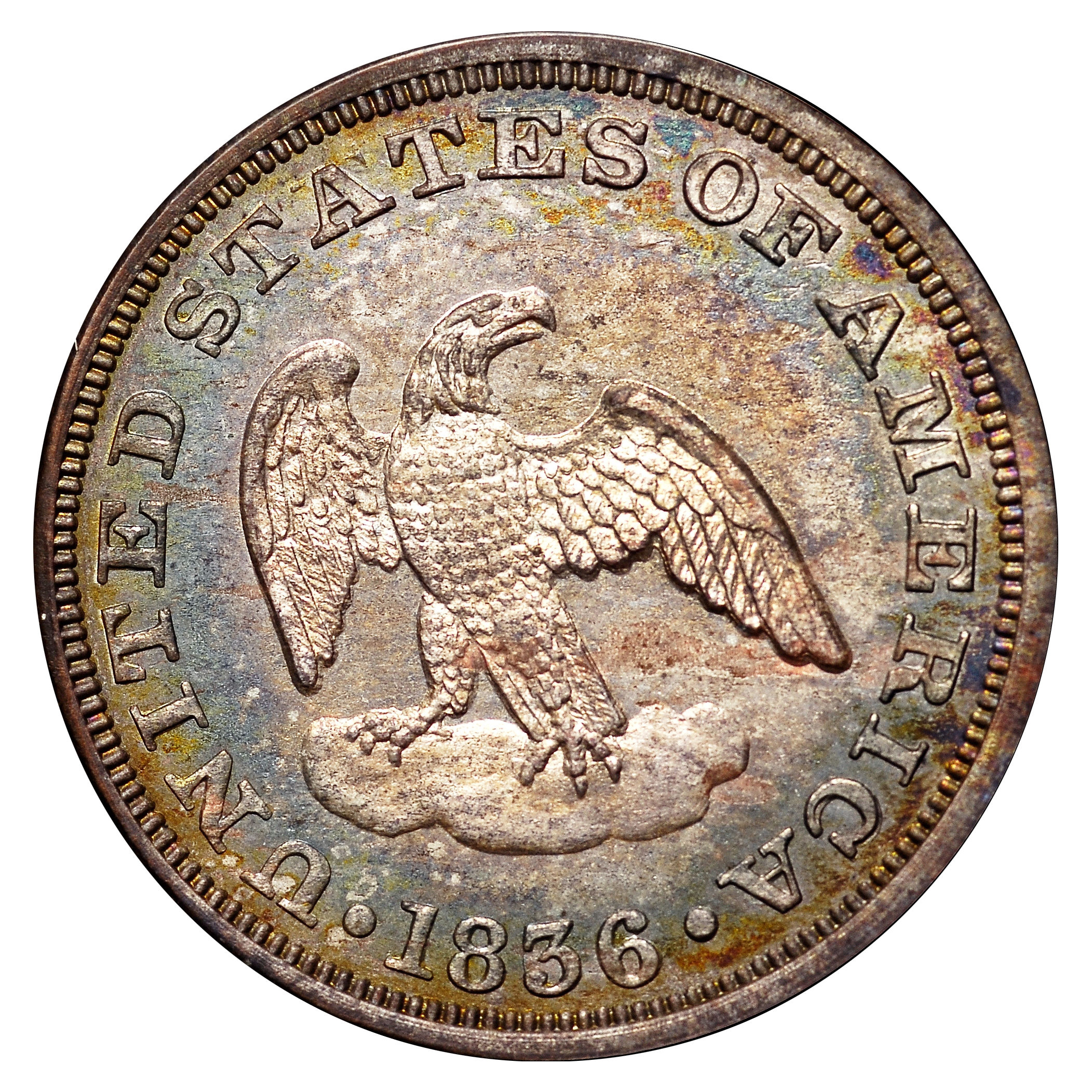
1836年版2美分图案币

1857年前，铸币局生产的美分硬币主要是铜质大美分硬币，其中所含的金属价值和面值基本等同。这种硬币由于尺寸太大等原因导致不得人心，铸币局于1857年开始在获得国会批准后发行飞鹰1美分硬币，其直径与之后的林肯1美分相同，但要略厚一点，用铜镍合金打造。新币发行后获得公众的热烈反响，但由于铸造难度高，模具寿命短而于1859年替换成印第安人头像分币，此后继续在大范围市场流通。1861至1862年，美国经济因南北战争陷入泥潭，北部许多居民担心，如果内战以邦联获胜告终，联邦政府发行的纸币和债券都会变成废纸。公众于是开始极力囤积硬币，联邦政府发行的绝大多数硬币都因此从市场流通中消失。为了填补空白，满足市场交易需求，私人代币应运而生，其中大部分都是铜币，有时还会有铜镍合金硬币，尺寸接近分币，但大部分都要厚一些。
政府官员意识到，代币的金属价值不及面值，因此到1863年准备恢复硬币流通时，他们也考虑把硬币中的金属价值保持在面值以下。铸币局局长詹姆斯·波洛克（James Pollock）在1863年10月1日递交的年度报告中指出：“人们希望金币和银币的（金属）价值都达到面值，但对于（贱金属）钱币，他们只想在支付上图个方便。”他还发现，一些私人分币的金属价值只有面值的五分之一，但其流通仍然不受影响。波洛克因此建议，用同样尺寸的青铜硬币取代铜镍合金制成的分币。他还希望能够停止将镍作为铸币金属采用，因为含镍合金的硬度较高，对模具和机械的使用寿命都很不利。12月8日，波洛克致信财政部长萨蒙·蔡斯，建议发行青铜质分币和2美分硬币，并随信附上多枚已经准备好的2美分图案币。据钱币学家尼尔·卡罗瑟斯（Neil Carothers）推测，铸币局生产2美分硬币和1美分硬币的耗时基本相同，所以发行2美分币很可能是为了将尽可能多的小额零钱送入市场流通。

## 立法

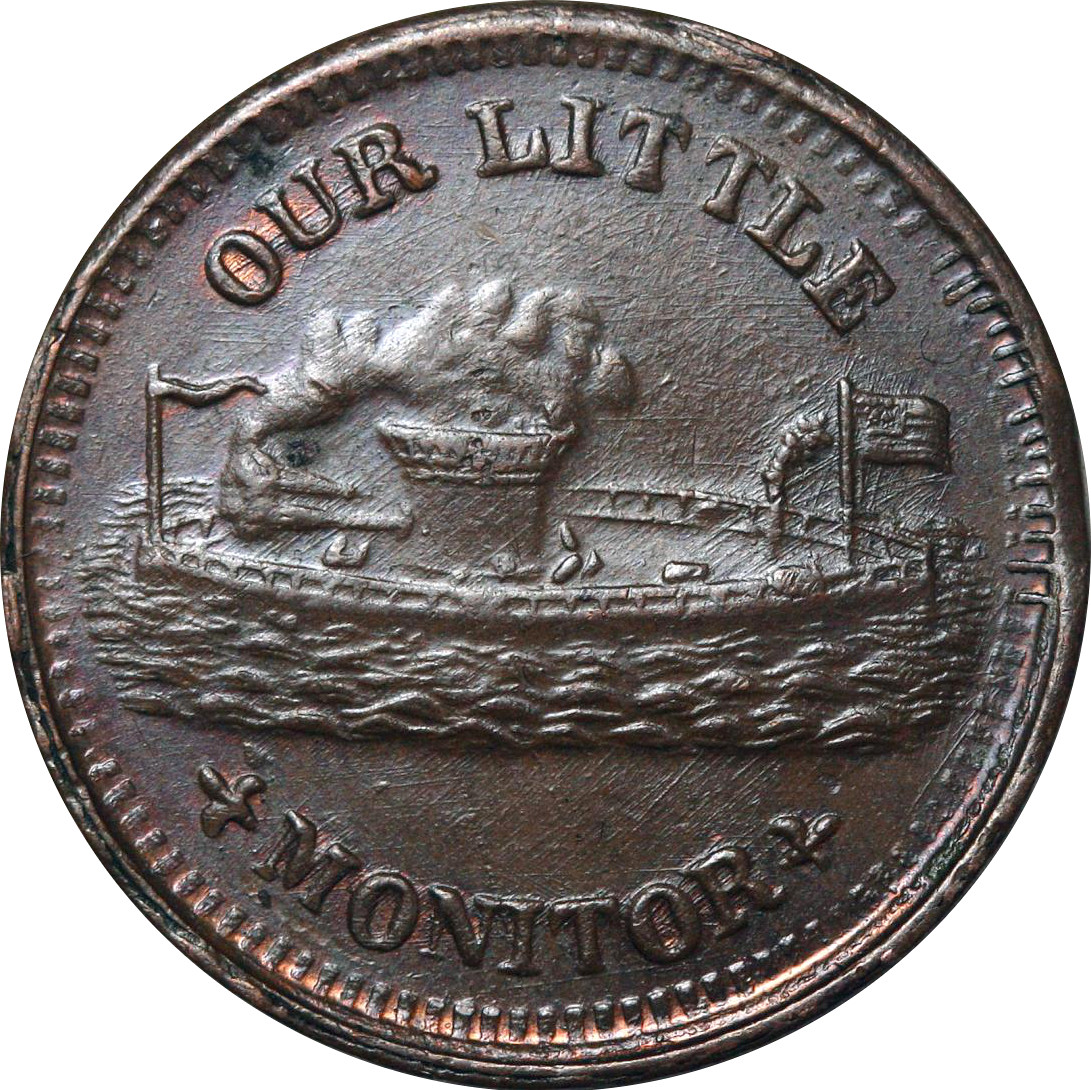
由于所有联邦硬币都遭囤积，内战代币应运而生，上图就是一枚分币大小的代币。

1864年3月2日，波洛克给蔡斯发出急信，称市场对分币的需求已创下历史新高，而且铸币局库存的金属镍很快就会耗尽。他还告知部长，由公众和官员共同组成的美国化验委员会已于上个月召集会议，检验联邦政府发行的银币和金币，委员会建议采用法式铜（铜占95%，剩下的5%是锡或锌）来打造分币和2美分硬币。3天后，蔡斯将授权发行青铜质1美分和2美分硬币的法案草案发给缅因州联邦参议员、参议院财政委员会主席威廉·P·费森登，并附上波洛克在上年12月寄来的信件。费森登没有立即采取行动，波洛克于是在3月16日再度致信蔡斯，称铸币局的库存镍即将耗尽，并且这些镍大部分都是进口的。蔡斯将信转交费森登，最终新罕布什尔州联邦参议员丹尼尔·克拉克（Daniel Clark）于3月22日提出法案。波洛克的信显然对立法进程产生了影响，以致参议院未经辩论就直接通过了法案。
宾夕法尼亚州兰开斯特县的盖普（Gap）境内有一座镍矿，由实业家约瑟夫·沃顿（Joseph Wharton）拥有，是当时美国国内金属镍的主要来源。3月19日，波洛克又一次致信蔡斯，称铸币局的镍已经全部用完，而且也没法再从海外购买：“这样，我们就只能选择本土供应，（买）沃顿先生的产品了。”沃顿反对在分币铸造中停用金属镍，他还在1864年4出版宣传册，呼吁将1美分、2美分、3美分、5美分和10美分硬币的材质组成都采用3比1的铜镍合金，这样分币中的含镍量又高了一倍。尽量如此，联邦众议院选派的专责委员会还是于4月20日表态支持克拉克提出的法案。宾夕法尼亚州联邦众议员撒迪厄斯·史蒂文斯反对法案，他代表的选区正是沃顿开采镍矿所在。据史蒂文斯透露，沃顿在矿藏开发和矿石提炼机械上已经花费了20万美元，所以这样断绝镍矿的最大销路实在有欠公平。“难道我们真的能够单凭用另外一种金属铸币可以为政府省下更多钱，就毁掉这一切吗？”除此以外他还认为，使用铜镍合金铸造分币之前已获国会批准，而这种新金属“黄铜”会显出锈迹。爱荷华州联邦众议员、众议院度量衡委员会主席约翰·卡森（John A. Kasson）反驳史蒂文斯的说法，称青铜合金根本就不像黄铜，而且，他也无法支持这种供应商已经为实现预期销量而花费资金，所以政府有义务购买的主张。
法案获众议院批准后，总统亚伯拉罕·林肯于1864年4月22日在1864年铸币法案上签字。这项法案首次让美国的贱金属硬币拥有法定支付能力，分币和2美分硬币的法定支付上项均为10枚。不过，政府不会大批量地赎回这些硬币。法案还取缔了1美分和2美分的私人代币，国会还在这年下半年废除了所有面额的私人代币。波洛克希望利用新币发行的铸币税收入来为铸币局运作融资，所以不希望因回收旧币导致收入减少。根据他在之前信中的提议，法案中没有许可用新硬币赎回以前的铜镍合金分币。1865年和1866年，国会分别授权发行3美分和5美分硬币，两种硬币均是由沃顿建议的合金打造，其中5美分镍币至今仍在生产。

## 设计
宾夕法尼亚州雷德利屯（Ridleyville）牧师马克··瓦克森（Mark R. Watkinson）曾于1861年下半年致信蔡斯，建议在战乱之时给铸币上增加一些有关上帝的内容，蔡斯于这年11月20日写信给波洛克，要求他做好相关准备工作，给硬币上增加在全国范围有普遍认可度的格言，字数越少越好，并且这一工作应该尽快完成，不要有不必要的拖延。波洛克考虑过多种格言，如（“我们信仰上帝”）和（“上帝和我们的祖国”）等。1863年12月，他给蔡斯寄去多枚带有字样的图案币，称这样的设计既美观又恰当，任何敬畏上帝并且热带祖国的人都会喜欢上面的格言。波洛克还寄出多枚刻有乔治·华盛顿形象的图案币，蔡斯在回信中赞成局长选择的格言，但也建议在刻有华盛顿头像的正面采用以（“我们”）开始的格言，即（“我们的上帝和我们的祖国”）。部长还建议，盾牌上的横条上所刻格言变更为（“我们信仰上帝”）。波洛克的灵感源自《星条旗》，歌曲偏后的歌词段落中就有“‘我们信仰上帝’，此语永矢不忘”。蔡斯的决定有可能是受母校布朗大学的校训（“我们相信上帝”）影响。
由于国会已在1837年铸币法案中对硬币所刻铭文作出规定，所以在刻上新的铭文前必须对法律做修改。授权发行2美分硬币的法案中规定，在得到财政部部长批准的情况下，铸币局局长可以决定硬币设计方案和其上所刻的铭文。詹姆斯·巴顿·朗埃克设计的2美分是第一种刻有（“我们信仰上帝”）字样的美国硬币。这句格言也经新币普及，国会于1865年3月3日通过法案，规定所有尺寸足够的硬币上都必须刻上这句话。从1938年起发行的所以美国硬币上都刻有。
硬币正面是朗埃克根据美国国徽设计，图案以盾牌为核心，象征着力量以及通过团结一致保护自己。盾牌的上部象征国会，13条纵向纹路代表各州，这样整面盾牌就代表联邦政府通过团结各州而拥有的力量。交叉箭头末端在盾牌下方的两边伸出，代表互不侵犯，还意味着准备抵抗攻击；月桂树枝源于希腊传统，象征胜利。纹章的雕刻中垂直线条用红色表示，空白区域则是白色，水平线条是蓝色，这样整个盾牌的颜色则是红、白、蓝，意指美国国旗。硬币背面的中心是面额“2 ”（“2美分”），由带有几分华丽的小麦花环围绕，最外圈则是（“美利坚合众国”）字样。
艺术史学家科尼利厄斯·弗缪尔（Cornelius Vermeule）认为，2美分硬币是所有美国硬币中“最具哥特风格、最能表现内战（纹章学风格）”的一种。“正面的盾牌、箭和花环只需再加上侧翼的大炮就能成为内战纹章学的精湛体现”。弗缪尔还指出，硬币的图案风格更像书法而非雕刻，这可能是因为朗埃克早期曾是平板雕刻师。

## 生产和收藏
原型模具产出有数千枚流通币和少量精制币，与1864年生产的其它2美分相比，这些硬币上所刻的格言字号略小。2美分硬币是用贱金属打造，没有为化验委员会一年一度的检验预留样本，不过国会还是要求铸币局内部对硬币材质和重量进行检查。
2美分发行之初很快就得到公众认可并开始自由流通，这很大程度上是受战时硬币短缺的影响，2美分及其它新币缓解了短缺程度。波洛克曾在1864年6月递交的报告中称，新币也有受到囤积，但此后他再也没有报告发现同类情况。美国境内大部分地区这时仍然不流通银币，铜镍合金的3美分和5美分硬币分别于1865和1866年开始发行，与2美分等新币一起满足市场对小额零钱的需求。1864年10月，波洛克在报告中称，硬币需求已达历史新高，铸币局正尽一切努力提高产量；1865年6月，他又在报告中称，2美分硬币是“最方便而且最流行的硬币”。1865年3月3日授权发行3美分镍币的法案中把铜质分币的法定支付限额降至4美分，同时新发行的4种硬币法定支付上限则提高到60美分。

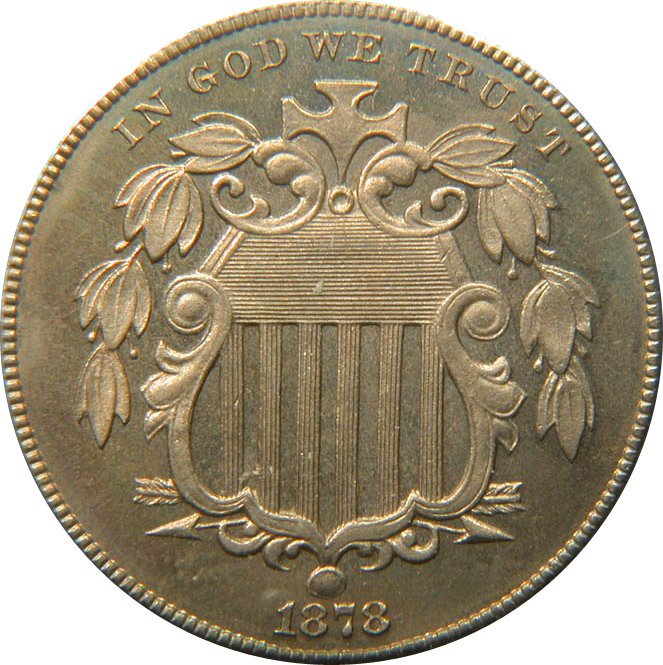
1866年开始发行的盾牌镍币与2美分硬币很相似，但也正是它促使2美分逐渐退出市场。

2美分面世头一年的发行量很大，铸币局的产量略低于2000万枚，但据钱币学家昆汀·戴维·鲍尔斯（Q. David Bowers）记载，此后公众对硬币的接受度和热情都开始减退。战争结束后，银行对这种面额的需求下滑，对新的5美分镍币需求增加，2美分硬币的产量于是逐年减少。戴维·兰格（David W. Lange）指出：“很显然，到19世纪60年代末时，这种硬币已经不再需要了”。卡罗瑟斯对此表示：“2美分硬币没有生产的必要。起初它得以流行主要是因为公众对小额金属硬币有庞大需求，这种面额实属画蛇添足，5美分镍币面世后，2美分的流通也就急剧衰减了”。
1867年，波洛克辞职后继任的新任铸币局局长亨利·林德曼（Henry Linderman）开始呼吁国会放开限制，授权赎回过剩的铜质和青铜质硬币。国会授权发行镍币的法案中规定，政府可以赎回大批量的镍币，但在面额更小的硬币方面却没有同样规定。在这样的情况下，小额硬币每年都在发行，日积月累之下造成严重过剩。财政部坚持主张，政府在每笔交易中接收的硬币额度不能超过法定支付限额，即便是在兑换其它货币时也不例外。在林德曼的领导下，铸币局用3美分硬币和5美分镍币换回价值36万美元的青铜质硬币。这一做法没有任何法律授权，但对整个市场来说仍然只是杯水车薪。各种需要从公众手中接受小额硬币的商家和部门，如报社、公交公司、邮局等，都累积了数以百万计的2美分硬币，国会听闻的抱怨之声此起彼伏。格兰特政府上台后，波洛克重掌铸币局并反对有关赎回小额钱币的提议。财政部长乔治·S·鲍特韦尔在年度报告中虽有提及波洛克的看法，但他还是建议国会通过赎回法案，相应法案于1871年3月3日通过，允许政府以单笔不超过20美元的数额批量赎回小额硬币。法案中还授权财政部中止任何已大量赎回的硬币生产。根据新的法律，铸币局于1871至1872年赎回超过3700万枚小额硬币，其中也包括2美分币。
由于1837年铸币法案已显过时，国会和财政部从1866年就开始考虑修订铸币法律。各方经过探讨后制订1873年铸币法案，但在此期间保留2美分硬币始终没有成为议题，争议的焦点主要集中在小额硬币到底是用青铜制作还是铜镍合金打造，以及3美分镍币的具体大小。法案于1873年2月12日通过，为2美分系列硬币的生产划上句点。
由于2美分很可能会被废除，铸币局在1872年只生产了6万5000枚流通用币，但生产这些硬币的具体原因依然不得而知。1873年1月18日，费城铸币局首席铸币员阿奇博尔德·劳登·斯诺登（A. Loudon Snowden）指出，铸币局生产的多种硬币年份上的数字“3”都和“8”过于相近，这种情况在那些尺寸较小的硬币上尤其明显。波洛克因此下令新任首席雕刻师威廉·巴伯（William Barber，朗埃克于1869年去世）重刻年份数字，将大部分面额硬币上的“3”略作调整，把上、下两个圆弧的弧度加大。2美分硬币在1873年只生产过精制币，同时国会通过的法案已在2月将其废止，所以巴伯应该没有足够时间、并且也没有必要为之重刻模具。但实际上还是有“ 3”（意为“开放3”）和“ 3”两类品种共存于世。钱币历史学家沃尔特·布林（Walter Breen）认为，这些“ 3”版很可能是之后秘密打造的，以致直到20世纪50年代由钱币学家发现后才为世人所知。另一位钱币学家保罗·格林（Paul Green）估计，铸币局当时销售的两类精制币套装中有可能包括这两种2美分硬币。“镍币套装”只包括那些材质中不含贵金属的小额硬币，另一套装则包括银币，格林认为，这两种套装中各包含一个品种的2美分精制币。
19世纪70年代及之后的多年里，大量2美分硬币退出市场流通。截至1909年，共计发行的约4560万枚2美分中已有约1700万枚由下财政部赎回。收回的硬币经熔融后再铸成1美分硬币。1920年，联邦参议院通过法案，建议发行新的2美分硬币，上面刻上当时过世不久的前总统西奥多·罗斯福的肖像，众议院委员会极力推荐通过法案，但联邦众议院最终并没有将之通过。钱币学家··弗里曼（S. W. Freeman）曾在1954年指出，在世的人中还有印象使用过2美分硬币的寥寥无几，即便是有这类回忆的，往往也只是儿时曾用这样的硬币在糖果店消费过。据他回忆，那个时候2美分就可以买到很多糖果，和他长大后5美分所能买到的一样多，为此他也担心，以后可能要花上25美分才能买到同样数量的糖。2美分停产近一个世纪后，国会通过1965年铸币法案，取消包括2美分在内所有美国货币的法定支付上限。但正如钱币学家杰克·怀特（Jack White）在1971年的专栏文章中指出的那样，由于生命周期短，市场流通数量有限，很少有人会拥有数额超过原有法定上限的2美分硬币。
根据理查德·约曼（Richard S. Yeoman）2015年版的《美国钱币指南手册》（A Guide Book of United States Coins），1865年版和1864年的大号字体格言版是最廉价的2美分硬币品类，如果其成色在谢尔顿硬币分级标准中可以达到“-4)”级别，则单价为18美元。此后直至1871年间的同样成色硬币价格略高，但不超过40美元。即便是成色最佳的2美分硬币价格也相对低廉，这主要是因为没有多少收藏家在试图收集到所有品类集结成套；与此同时，2美分的收藏者甚众，比其它美国硬币都多，但他们绝大多数都只收藏有一枚而非成套。1864年的小号字体格言版发行量较高，其收藏价格却也偏高。根据《美国钱币指南手册》记载，成色达到精制币标准的单价可达1万8500美元，即使是最低收藏级“-20”或（意为“很好”），其价格也有500美元。

## 产量
所有的2美分硬币都是在费城铸币局打造，没有铸币标记，精制币的产量为估计值。
| 年份           | 精制币 | 流通币     |
| -------------- | ------ | ---------- |
| 1864           | 100    | 19,822,500 |
| 1865           | 500    | 13,640,000 |
| 1866           | 725    | 3,177,000  |
| 1867           | 625    | 2,938,750  |
| 1868           | 600    | 2,803,750  |
| 1869           | 600    | 1,546,500  |
| 1870           | 1,000  | 861,250    |
| 1871           | 960    | 721,250    |
| 1872           | 950    | 65,000     |
| 1873（ 3品种） | 500    |            |
| 1873（ 3品种） | 600    |            |

### 脚注
1. ↑  Taxay，第141頁.
2. ↑  Giedroyc.
3. ↑  Taxay，第232頁.
4. ↑  Snow，第7, 9頁.
5. ↑  Yeoman，第113–117頁.
6. ↑  Carothers，第191–92頁.
7. ↑  Taxay，第239–240頁.
8. 1 2 3  Taxay，第240頁.
9. ↑  Carothers，第196頁.
10. ↑  Radeker，第1740頁.
11. 1 2 3  Carothers，第200頁.
12. ↑  Carothers，第196–197頁.
13. ↑  Carothers，第197頁.
14. ↑  Taxay，第241–242頁.
15. 1 2  Taxay，第242頁.
16. ↑  Carothers，第205頁.
17. ↑  Carothers，第195頁.
18. ↑  Carothers，第199頁.
19. ↑  Taxay，第243–244頁.
20. ↑  Yeoman，第135頁.
21. 1 2  Kay，第40頁.
22. 1 2 3  Lange，第99頁.
23. 1 2 3 4  US Department of the Treasury.
24. ↑  Radeker，第1741頁.
25. ↑  American Unitarian Association.
26. 1 2 3 4 5 6  Breen，第238頁.
27. ↑  Bureau of the Mint，第44–45頁.
28. ↑  Lange，第98–99頁.
29. ↑  Bureau of the Mint，第48頁.
30. 1 2  Rayburn，第42頁.
31. 1 2  Peters & Mohon 1995，第16頁.
32. ↑  Bowers，第54頁.
33. 1 2  Vermeule，第60頁.
34. ↑  Vermeule，第60, 62頁.
35. ↑  Bureau of the Mint，第46頁.
36. ↑  Snow，第34–35頁.
37. ↑  Carothers，第345頁.
38. ↑  Bowers for PCGS.
39. ↑  Yeoman，第127, 130頁.
40. ↑  Carothers，第207頁.
41. 1 2  Carothers，第212頁.
42. ↑  Bureau of the Mint，第50頁.
43. ↑  Carothers，第227–238頁.
44. 1 2 3 4 5  Yeoman，第127頁.
45. ↑  LaMarre，第28頁.
46. ↑  Snow，第228頁.
47. ↑  Taxay，第504頁.
48. ↑  Breen，第238–241頁.
49. 1 2  Green.
50. ↑  The Numismatist & August 1909.
51. ↑  The Coin Collector's Journal & July 1880.
52. ↑  Carothers，第299頁.
53. ↑  Freeman，第562–563頁.
54. ↑  White，第37頁.